# Björn Strand
Björn Helge Strand, född 7 juli 1943 i Trollhättan, död 4 juli 1996 i Åkersberga, var en svensk skådespelare.

## Filmografi (urval)
- 1977 – Ärliga blå ögon (TV-serie)
- 1977 – Bröderna Lejonhjärta
- 1977 – Väljarnas förtroende
- 1978 – Bevisbördan (TV-serie)
- 1979 – Jag är Maria
- 1979 – Selambs (TV-serie)
- 1980 – Flygnivå 450
- 1980 – Sinkadus (TV-serie)
- 1980 – Dubbelstötarna (TV-serie)
- 1980 – Huset i världens mitt
- 1981 – Olsson per sekund eller Det finns ingen anledning till oro
- 1981 – Drottning Kristina
- 1983 – Spanarna (TV-serie)
- 1984 – Svenska brott (TV-serie)
- 1986 – Saxofonhallicken

## Teater

### Roller (ej komplett)
| År   | Roll           | Produktion                                | Regi             | Teater                 |
| ---- | -------------- | ----------------------------------------- | ---------------- | ---------------------- |
| 1974 |                | Så tuktas en argbigga William Shakespeare | Lennart Kollberg | Riksteatern            |
| 1977 | Sekundlöjtnant | Slaget vid Lobositz Peter Hacks           | Friedo Solter    | Stockholms stadsteater |